# Cape Hallett

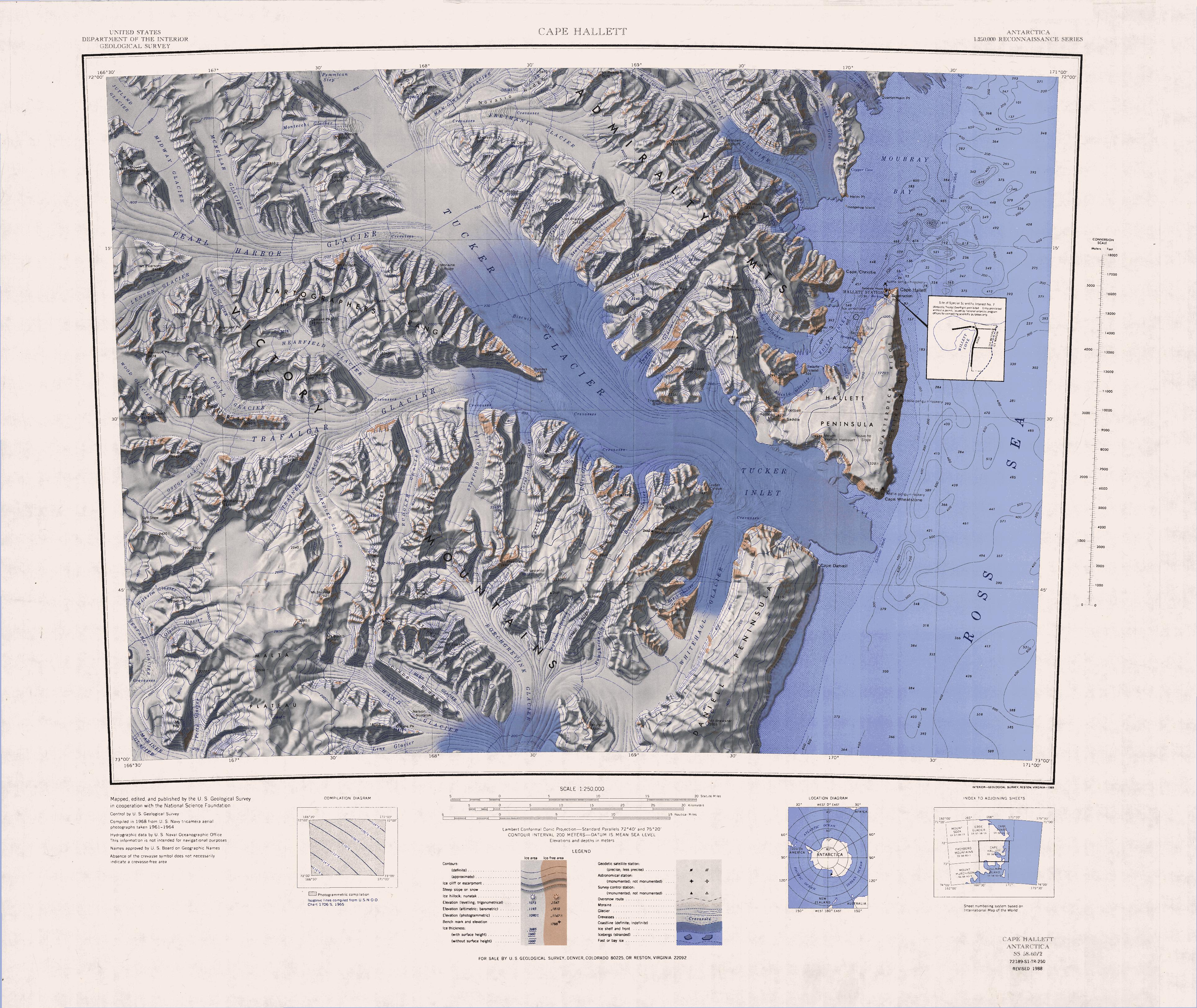
Mapa topograficzna okolic Cape Hallett

Cape Hallett – przylądek Antarktydy, położony na Ziemi Wiktorii.

## Historia
Ten skalisty przylądek znajduje się na północnym krańcu półwyspu Hallett, na Wybrzeżu Borchgrevinka nad Morzem Rossa. Odkrył go James Ross w 1841 i nazwał na cześć intendenta ze statku HMS „Erebus”, Thomasa R. Halletta. W latach 1957–1973 na przylądku działała amerykańsko-nowozelandzka stacja polarna Hallett; została ona później zdemontowana, a teren został zrekultywowany.

## Przyroda
Na przylądku został wyznaczony szczególnie chroniony obszar Antarktyki nr 106 (Cape Hallett, Northern Victoria Land). Obejmował on początkowo 12 ha, później został powiększony do 32, a następnie do 74 hektarów. Został ustanowiony dla ochrony przyrody, cechującej się tu szczególną różnorodnością biologiczną. Występuje w nim 5 gatunków mchów i 18 gatunków porostów. Obszar obejmuje m.in. dużą kolonię lęgową pingwinów Adeli, która powróciła na dawne miejsce po likwidacji stacji Hallett. Jej historia daje naukowcom wyjątkową możliwość badań nad wpływem ludzkiej działalności na zwierzęta i odradzania się kolonii po odejściu ludzi. Na obszarze tym gniazdują także skuy.